# Frank Stippler
Frank Stippler (ur. 9 kwietnia 1975 roku w Kolonii) – niemiecki kierowca wyścigowy.

## Kariera
Stippler rozpoczął karierę w międzynarodowych wyścigach samochodowych w 1997 roku od startów w Porsche Supercup oraz Niemieckim Pucharze Porsche Carrera. W pucharze Carrera z dorobkiem 74 punktów został sklasyfikowany na ósmej pozycji w klasyfikacji generalnej. W późniejszych latach Niemiec pojawiał się także w stawce 24h Nürburgring, Deutsche Tourenwagen Masters, FIA GT Championship, Swedish Touring Car Championship, ADAC GT Masters, Grand American Rolex Series, VLN Endurance, FIA GT3 European Cup, Blancpain Endurance Series, FIA GT1 World Championship, FIA GT Series oraz United Sports Car Championship .